# 拉巴特-塞拉国际机场
拉巴特-塞拉国际机场是摩洛哥王国首都拉巴特的国际机场。